# Zangberg
Zangberg er en kommune i Landkreis Mühldorf am Inn i den østlige del af regierungsbezirk Oberbayern i den tyske delstat Bayern.
Den er en del af Verwaltungsgemeinschaft Oberbergkirchen.

## Geografi
Zangberg ligger i Region Südostoberbayern i den nodlige ende af dalen til floden Isen ved begyndelsen til det niederbayerske bakkeland.
Ud over Zangberg ligger i kommunen disse landsbyer og bebyggelser: Atzging, Emerkam, Englhör, Hausmanning, Herrnteisenbach, Kaps, Kröppen, Landenham, Moos, Moosen, Palmberg, Permering, Stegham, Taubenthal, Weiher og Weilkirchen.

## Historie
Zangberg er nævnt første gang i 1285 , men landsbyen Weilkirchen er nævnt allerede i 788.
Byen er præget af Klosteret St. Josef fra det 17. århundrede.